# درنته
درنته (به هلندی: Drenthe) یکی از استان‌های هلند است که در شمال شرقی این کشور قرار دارد.
مرکز این استان شهر آسن است.
این استان با استان‌های افریسل، فلیوولاند، خرونینگن و با کشور آلمان همسایه‌است.

## نگارخانه

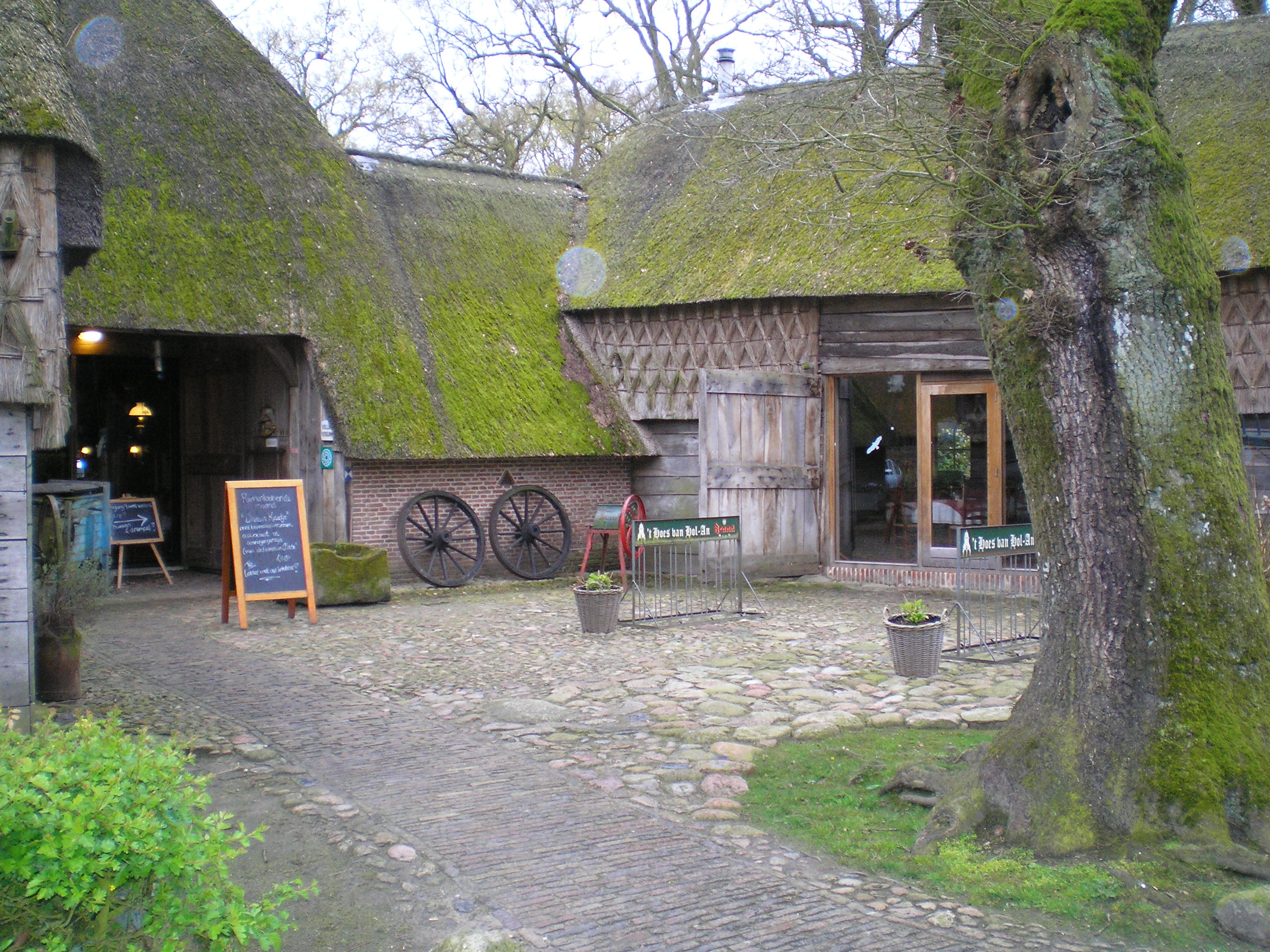
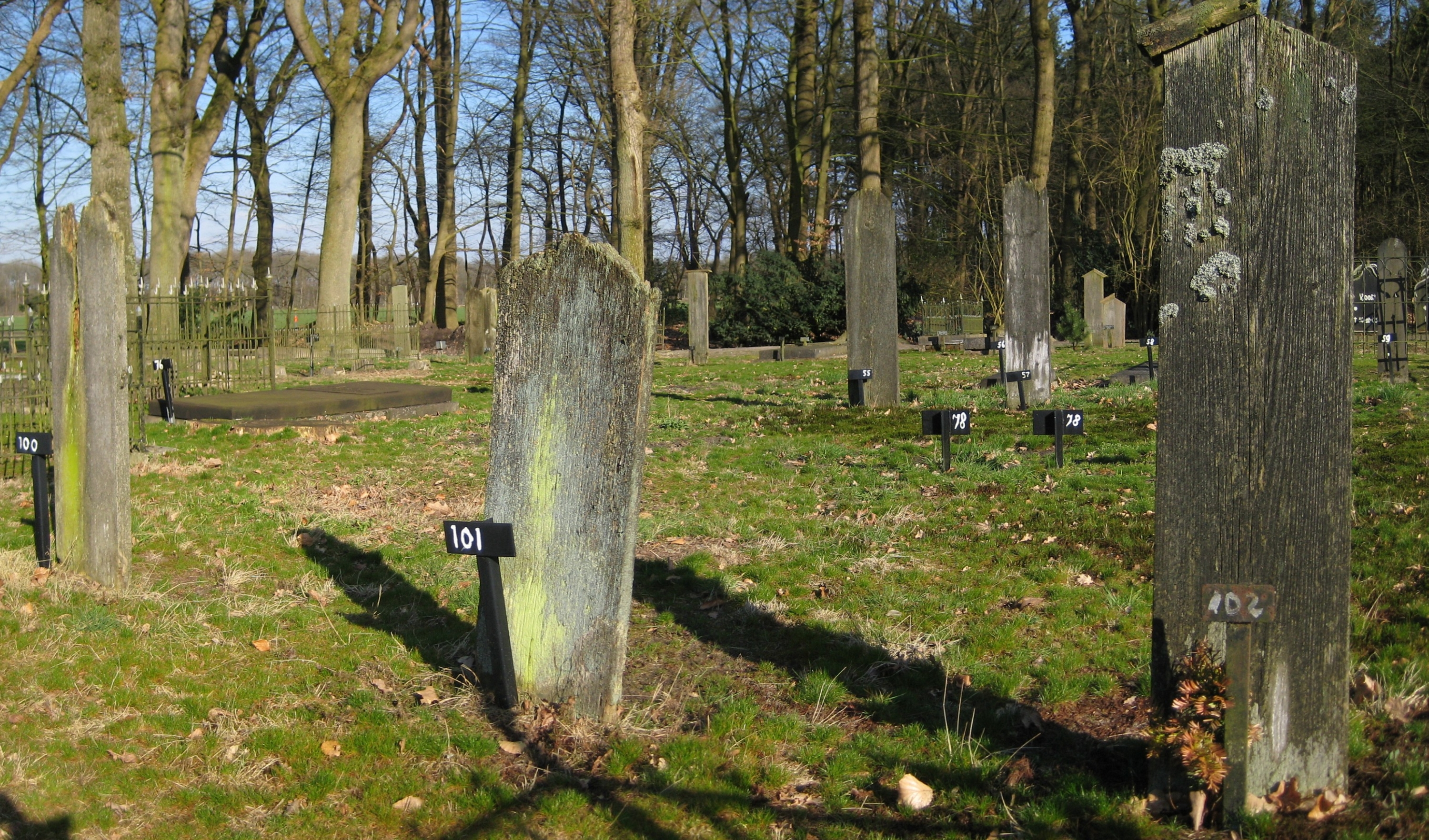